# Amistades peligrosas (serie de televisión)
Amistades peligrosas es una serie de televisión española de 2006 producida por BocaBoca Producciones para la cadena de televisión Cuatro.

## Argumento
Se relata la vida de un grupo de amigos en torno a la treintena cuya vida quedó marcada hace años cuando, durante una excursión, un compañero de instituto, El Bola, fue asesinado. La causa fue atribuida a un accidente, pero todos tenían motivos para matarlo. La trama arranca con el regreso del que fue considerado en un primer momento como sospechoso en potencia. Su regreso reavivará odios, amores e intrigas que ponen la muerte de El Bola como asunto de máxima actualidad.

## Reparto
Personajes principales
- Miquel Fernández (Juan Durán)
- Celia Freijeiro (Silvia Marcos)
- Iván Morales (Martín Aranguren)
- Daniel Grao (David Altable)
- Carolina Cerezuela (Helena García)
- Ismael Martínez (César Cosío)
- Mercedes Salazar (Cata)
- Eva Martín (Julia)

Personajes secundarios
- César Lucendo (Ángel)
- Almudena Ramos (Diana)

## Episodios y audiencias
| Temporada | Temporada | Episodios | Estreno             | Final                   | Audiencia media | Audiencia media | Audiencia media |
| Temporada | Temporada | Episodios | Estreno             | Final                   | Espectadores    | Cuota           |                 |
| --------- | --------- | --------- | ------------------- | ----------------------- | --------------- | --------------- | --------------- |
|           | 1         | 45        | 23 de julio de 2006 | 25 de noviembre de 2006 | 453 000         | 4,5%            |                 |

### Primera temporada (2006)
| N.º (serie) | N.º (temp.) | Título                       | Fecha de emisión         | Audiencia      |
| ----------- | ----------- | ---------------------------- | ------------------------ | -------------- |
| Temporada 1 |             |                              |                          |                |
| 1           | 1           | El detonante                 | 23 de julio de 2006      | 561 000 (5,2%) |
| 2           | 2           | Diez años después            | 25 de julio de 2006      | 441 000 (4,1%) |
| 3           | 3           | Motivos                      | 26 de julio de 2006      | 442 000 (3,8%) |
| 4           | 4           | Comportamientos              | 27 de julio de 2006      | 330 000 (2,9%) |
| 5           | 5           | Trabajos                     | 28 de julio de 2006      | 377 000 (3,3%) |
| 6           | 6           | Consulta anónima             | 31 de julio de 2006      | 447 000 (4,0%) |
| 7           | 7           | Por un futuro mejor          | 1 de agosto de 2006      | 464 000 (4,2%) |
| 8           | 8           | Otras relaciones             | 2 de agosto de 2006      | 418 000 (3,9%) |
| 9           | 9           | Reacciones inesperadas       | 3 de agosto de 2006      | 522 000 (4,8%) |
| 10          | 10          | Tensiones                    | 4 de agosto de 2006      | 424 000 (3,9%) |
| 11          | 11          | Investigando los anónimos    | 7 de agosto de 2006      | 499 000 (4,6%) |
| 12          | 12          | Búsqueda infructuosa         | 8 de agosto de 2006      | 421 000 (4,1%) |
| 13          | 13          | Amenazas                     | 9 de agosto de 2006      | 433 000 (4,2%) |
| 14          | 14          | Cena de amigos               | 10 de agosto de 2006     | 426 000 (4,2%) |
| 15          | 15          | Sólo amigos                  | 11 de agosto de 2006     | 391 000 (3,8%) |
| 16          | 16          | Salir de la depresión        | 14 de agosto de 2006     | 522 000 (5,3%) |
| 17          | 17          | De nuevo inrusos             | 15 de agosto de 2006     | 350 000 (3,8%) |
| 18          | 18          | Sospechoso de hurto          | 16 de agosto de 2006     | 463 000 (4,4%) |
| 19          | 19          | El sobre azul                | 17 de agosto de 2006     | 446 000 (4,1%) |
| 20          | 20          | Otro anónimo                 | 18 de agosto de 2006     | 575 000 (5,5%) |
| 21          | 21          | Beso descubierto             | 21 de agosto de 2006     | 512 000 (4,9%) |
| 22          | 22          | Fantasmas anónimos           | 22 de agosto de 2006     | 638 000 (5,9%) |
| 23          | 23          | Pagar la hipoteca            | 23 de agosto de 2006     | 524 000 (4,8%) |
| 24          | 24          | Descubrir al autor           | 24 de agosto de 2006     | 555 000 (5,1%) |
| 25          | 25          | Una aterradora visita        | 25 de agosto de 2006     | 570 000 (5,3%) |
| 26          | 26          | Agresión con mensaje         | 28 de agosto de 2006     | 645 000 (5,9%) |
| 27          | 27          | Encontrar una solución       | 29 de agosto de 2006     | 567 000 (5,1%) |
| 28          | 28          | Fantasmas del pasado         | 30 de agosto de 2006     | 561 000 (5,0%) |
| 29          | 29          | Aval inoportuno              | 31 de agosto de 2006     | 414 000 (3,6%) |
| 30          | 30          | Contratos y despedidas       | 1 de septiembre de 2006  | 604 000 (5,3%) |
| 31          | 31          | El ataque de El Bola         | 4 de septiembre de 2006  | 501 000 (4,2%) |
| 32          | 32          | ¿Qué hacer con El Bola?      | 5 de septiembre de 2006  | 546 000 (4,7%) |
| 33          | 33          | De Urgencia                  | 6 de septiembre de 2006  | 552 000 (4,8%) |
| 34          | 34          | Ultimátum                    | 7 de septiembre de 2006  | 463 000 (4,0%) |
| 35          | 35          | El robo                      | 8 de septiembre de 2006  | 510 000 (4,5%) |
| 36          | 36          | Acorralado                   | 11 de septiembre de 2006 | 641 000 (5,2%) |
| 37          | 37          | Acusado                      | 12 de septiembre de 2006 | 494 000 (4,1%) |
| 38          | 38          | Intentar aclarar el misterio | 13 de septiembre de 2006 | 539 000 (4,5%) |
| 39          | 39          | Fue un accidente             | 14 de septiembre de 2006 | 536 000 (4,4%) |
| 40          | 40          | Otro expediente              | 15 de septiembre de 2006 | 456 000 (3,8%) |
| 41          | 41          | Descubrimientos              | 18 de septiembre de 2006 | 429 000 (3,4%) |
| 42          | 42          | Nuevos rumbos                | 4 de noviembre de 2006   | 39 000 (5,6%)  |
| 43          | 43          | Explicaciones                | 11 de noviembre de 2006  | 42 000 (5,3%)  |
| 44          | 44          | Sin vuelta atrás             | 18 de noviembre de 2006  | 54 000 (7,0%)  |
| 45          | 45          | La suegra                    | 25 de noviembre de 2006  | 28 000 (3,9%)  |

- Datos: Q5672715